# École nationale de la France d’Outre-Mer

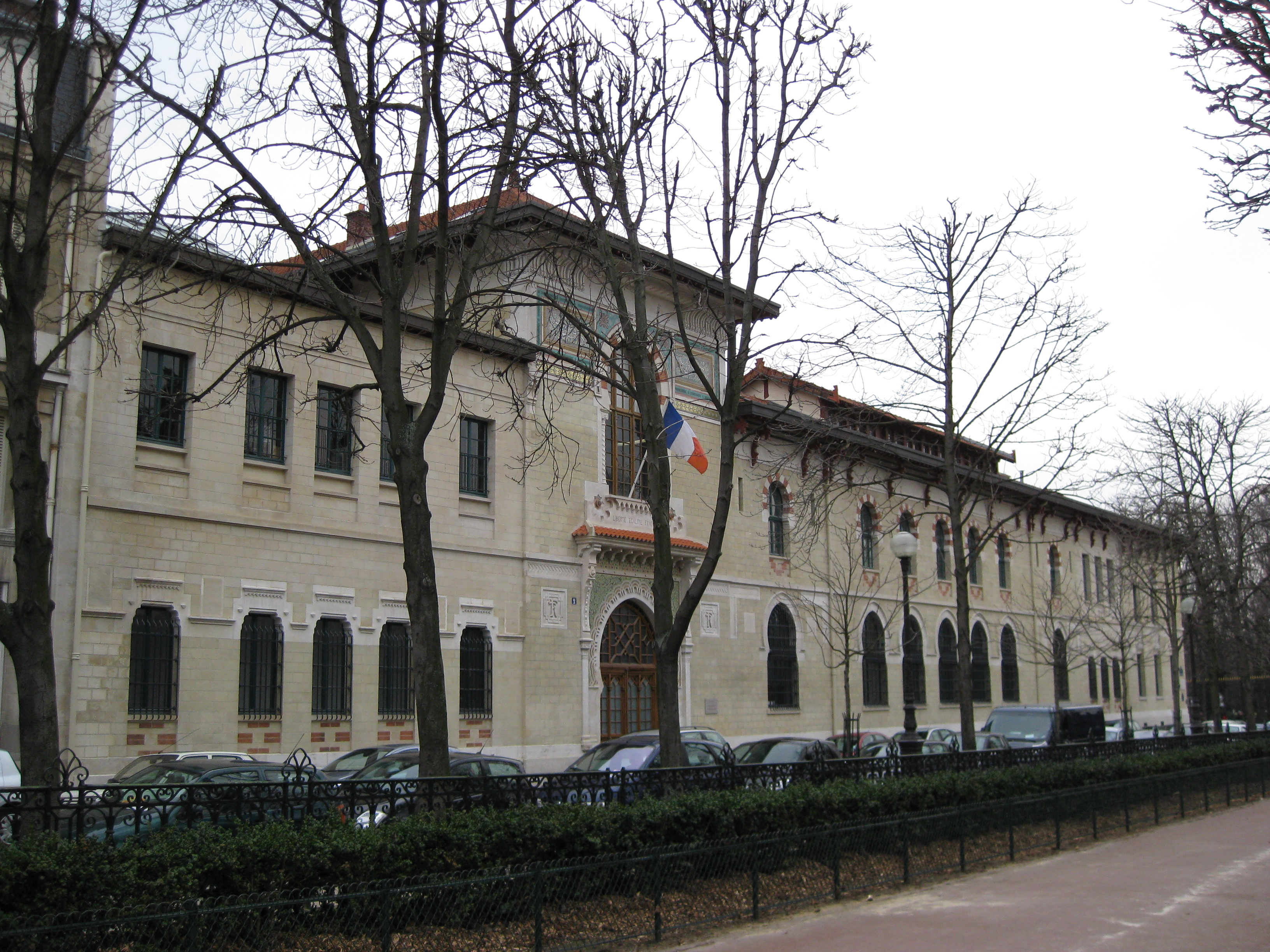
Gebäude der École nationale de la France d’outre-mer, heute Teil der ENA

Die École nationale de la France d’Outre-Mer (ENFOM) war eine französische Hochschule in Paris, deren Aufgabe die Ausbildung von Führungspersonal für den französischen Kolonialdienst war.

## Geschichte
1885 wurde in Paris die Mission Cambodgienne gegründet. Die Mission wurde von Auguste Pavie, einem französischen Entdecker und Diplomaten, der große Kenntnisse über die Sitten und Gebräuche Kambodschas erworben hatte, initiiert. Er hatte den schlechten Ausbildungsstand besonders der indigenen Kolonialbeamten moniert, und so erhielten die ersten dreizehn kambodschanischen Studenten ihre Ausbildung.
1887 wurde die Einrichtung offiziell anerkannt und 1888 in École coloniale umbenannt. Die École Coloniale stand allen Bewohnern der französischen Kolonien offen und bildete Verwaltungsbeamte für das französische Kolonialreich aus. Unter Georges Hardy (1884–1972), der von 1926 bis 1933 Direktor der Anstalt war, wurden vorbereitende Klassen an den Eliteschulen Lycée Louis-le-Grand, Lycée Henri IV und Lycée Chaptal in Paris eingeführt und Studiengebühren abgeschafft. Die Dauer der Ausbildung betrug nun drei Jahre, und Absolventen mussten sich für einen fünfjährigen Dienst in der Kolonialverwaltung verpflichten.
1934 wurde die École coloniale in École nationale de la France d’Outre-Mer umbenannt und unter Führung von Robert Delavignette zahlreiche Reformen durchgeführt und das Studienangebot erweitert. Kurse befassten sich unter anderem mit Volkswirtschaft, Recht, Ethnologie, Sprachen, Tropenmedizin und Kultur der Kolonialvölker.
Die Gründung der École nationale d’administration (ENA) im Jahre 1945 und die Dekolonialisierung nach dem Zweiten Weltkrieg läuteten das Ende der Einrichtung ein. Die École wurde 1959 durch das Institut des hautes études d’Outre-Mer abgelöst, aus dem 1966 das Institut international d’administration publique hervorging, dessen Aufgabe es nun war, Verwaltungskräfte für die unabhängig gewordenen ehemaligen Kolonien auszubilden. 2002 wurde das Institut international d’administration publique in die ENA eingegliedert.

## Lehrkräfte

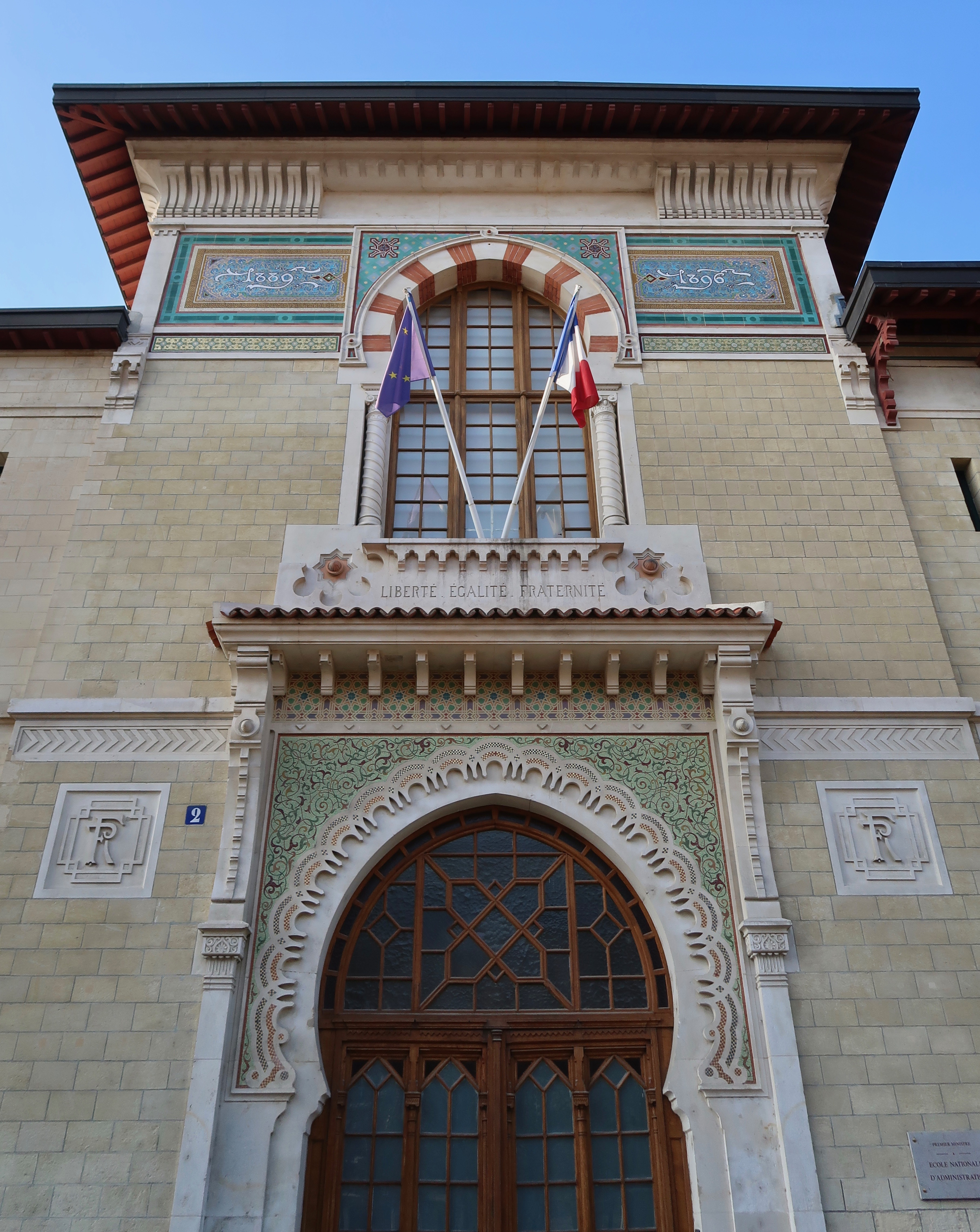
Portal des Gebäudes

Folgende Personen unterrichteten an der ENFOM:
- Étienne Aymonier (1844–1929), Kolonialbeamter in Indochina
- Henri Brunschwig (1904–1989), Historiker
- Charles-André Julien (1891–1991), Historiker
- Henri Maspéro (1883–1945), Sinologe
- Léopold Sédar Senghor (1906–2001), Schriftsteller und erster Präsident von Senegal
- Jacques Soustelle (1912–1990), Politiker, Anthropologe und Ethnologe

## Absolventen

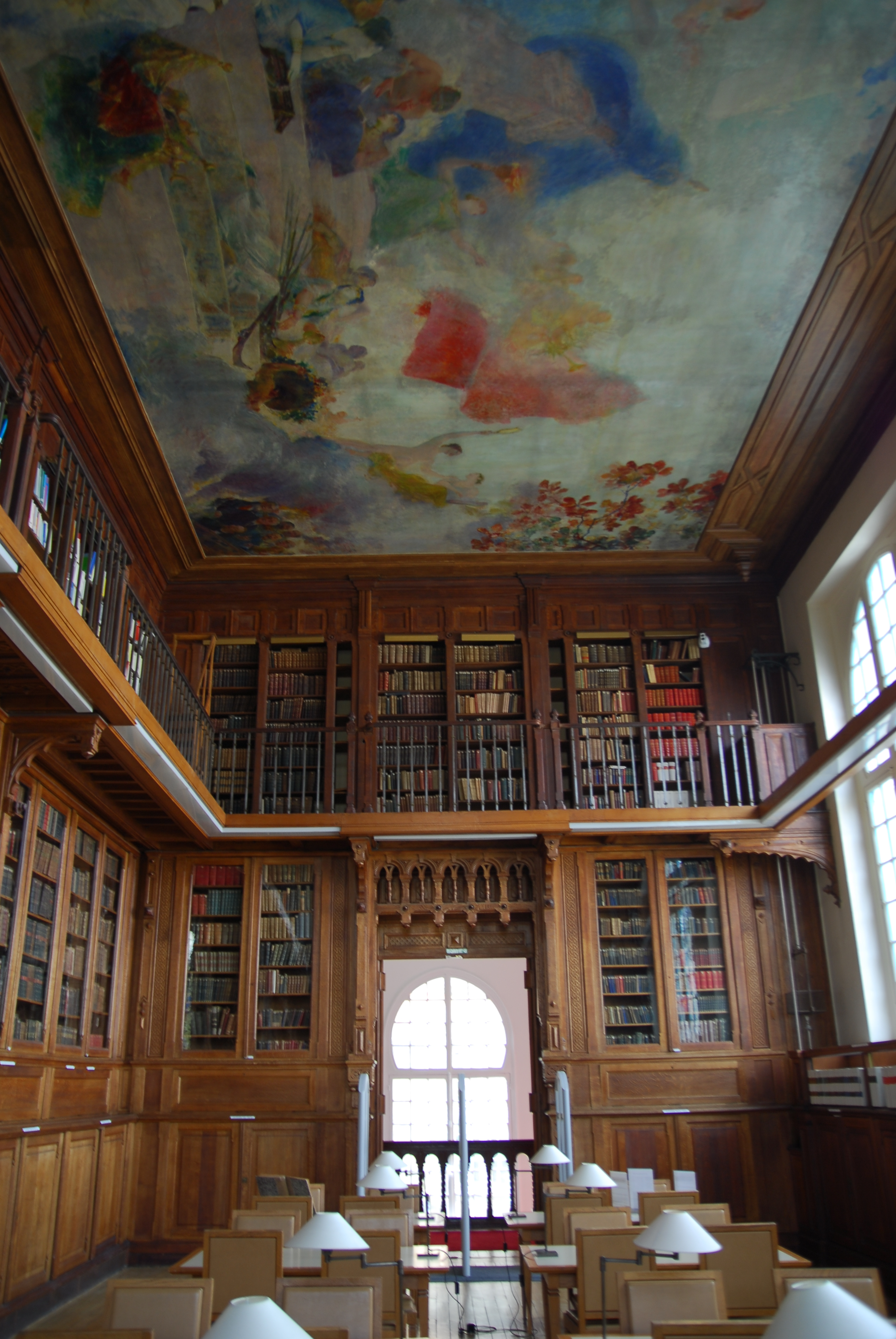
Bibliothek

- Paul Biya (* 1933), Präsident von Kamerun
- Maurice Bourgine (1879–1963), Kolonialbeamter in Afrika
- Michel Chatelais (1933–1994), Diplomat
- Alphonse Choteau (1883–1936), Kolonialbeamter in Afrika und der Karibik
- Ignace Colombani (1908–1988), Schriftsteller und Kolonialbeamter in Afrika
- Maurice Courage (1926–2021), Diplomat
- Joseph Court (1881–1948), Kolonialbeamter in Afrika
- Xavier Deniau (1923–2011), Politiker und Kolonialbeamter in Afrika und Indochina
- Hamani Diori (1916–1989), Präsident von Niger
- Abdou Diouf (* 1935), Präsident von Senegal
- Albert Doillon (1918–2004), Romanist und Kolonialbeamter in Afrika und Indochina
- Félix Éboué (1885–1944), Kolonialbeamter in Afrika und der Karibik
- Pierre Messmer (1916–2007), Premierminister von Frankreich
- Alain Marie Pierret (1930–2023), Diplomat
- Jean Ramadier (1913–1968), Kolonialbeamter in Indochina und Afrika
- Jean Rapenne (1901–1952), Kolonialbeamter in Afrika und Südamerika
- Phetsarath Ratanavongsa (1890–1959), Premierminister von Laos
- Louis Rollet (1915–2001), Kolonialbeamter in Afrika
- Josseline Louise Marie da Silva Gbony (* 1957), Beninische Botschafterin
- Diallo Telli (1925–1977), Diplomat und Justizminister in Guinea
- Habib Thiam (1933–2017), Premierminister von Senegal
- Jean Toby (1900–1964), Kolonialbeamter in Afrika und Polynesien
- Trần Trọng Kim (1883–1953), Premierminister von Vietnam
- Joost van Vollenhoven (1877–1918), Offizier und Kolonialbeamter
- Sisavang Vong (1885–1959), König von Laos